# Sinapsis química

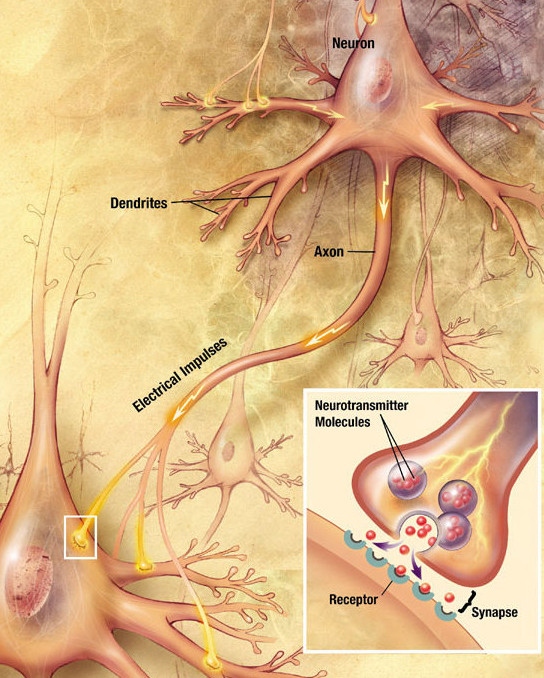
Cuando el potencial de acción llega al terminal presináptico, provoca la liberación de una pequeña cantidad de moléculas neurotransmisoras, que se unen receptores situados en la membrana de otra neurona, llamada neurona postsináptica, en el lado opuesto del espacio sináptico.

Las sinapsis químicas son conexiones de las neuronas en las cuales las señales se trasmiten por medio de moléculas denominadas neurotransmisores. Las señales pueden trasladarse a otras neuronas o a células como la fibra muscular o la glándula. Estas sinapsis químicas permiten que las neuronas puedan formar circuitos en el sistema nervioso. Son cruciales para los cálculos biológicos que subyacen en la percepción y el pensamiento. Permiten que el sistema nervioso pueda conectarse y controlar otros sistemas del cuerpo.
 En una sinapsis química, una neurona libera neurotransmisores en un pequeño espacio la hendidura sináptica (espacio sináptico) que está adyacente a otra neurona. Las moléculas neurotransmisoras son mantenidas en pequeños sacos llamados vesículas, y son liberadas en la hendidura sináptica por exocitosis. Luego estas moléculas se unen a los receptores en la célula postsináptica del lado de la hendidura sináptica. Por último, los neurotransmisores deben borrarse de la sinapsis a través de uno o de varios posibles mecanismos, incluyendo la degradación enzimática o re-absorción por transportadores específicos en la célula presináptica o posiblemente por neuroglia para terminar la acción del transmisor.
  Se calcula que el encéfalo humano adulto contiene de 100-500 billones ( 1 × 1014 a  5 × 1014) de sinapsis. 
Cada milímetro cúbico de corteza cerebral contiene aproximadamente mil millones (1 000  000  000 es decir,  1 × 109) de sinapsis. 
 El término proviene de "synaptein", del griego: syn- (juntos) y haptein (abrazar) que C.S. Sherrington  y sus colegas le acuñaron.

## Estructura
Las sinapsis son conexiones funcionales tanto entre neuronas como entre neuronas y otros tipos de células. Una neurona típica da lugar a varios miles de sinapsis, aunque hay algunos tipos que hacen mucho menos.
La sinapsis química pasa la información direccional de una neurona presináptica a una célula postsináptica. Las sinapsis son por lo tanto asimétricas en su estructura y función.
La mayoría de las sinapsis conectan los axones a las dendritas (sinapsis axo-dendríticas),  pero también hay otros tipos de conexiones, incluyendo axón al cuerpo celular (sinapsis axo-somáticas), y axón-axón (sinapsis axo-axónicas).

### Ultraestructura

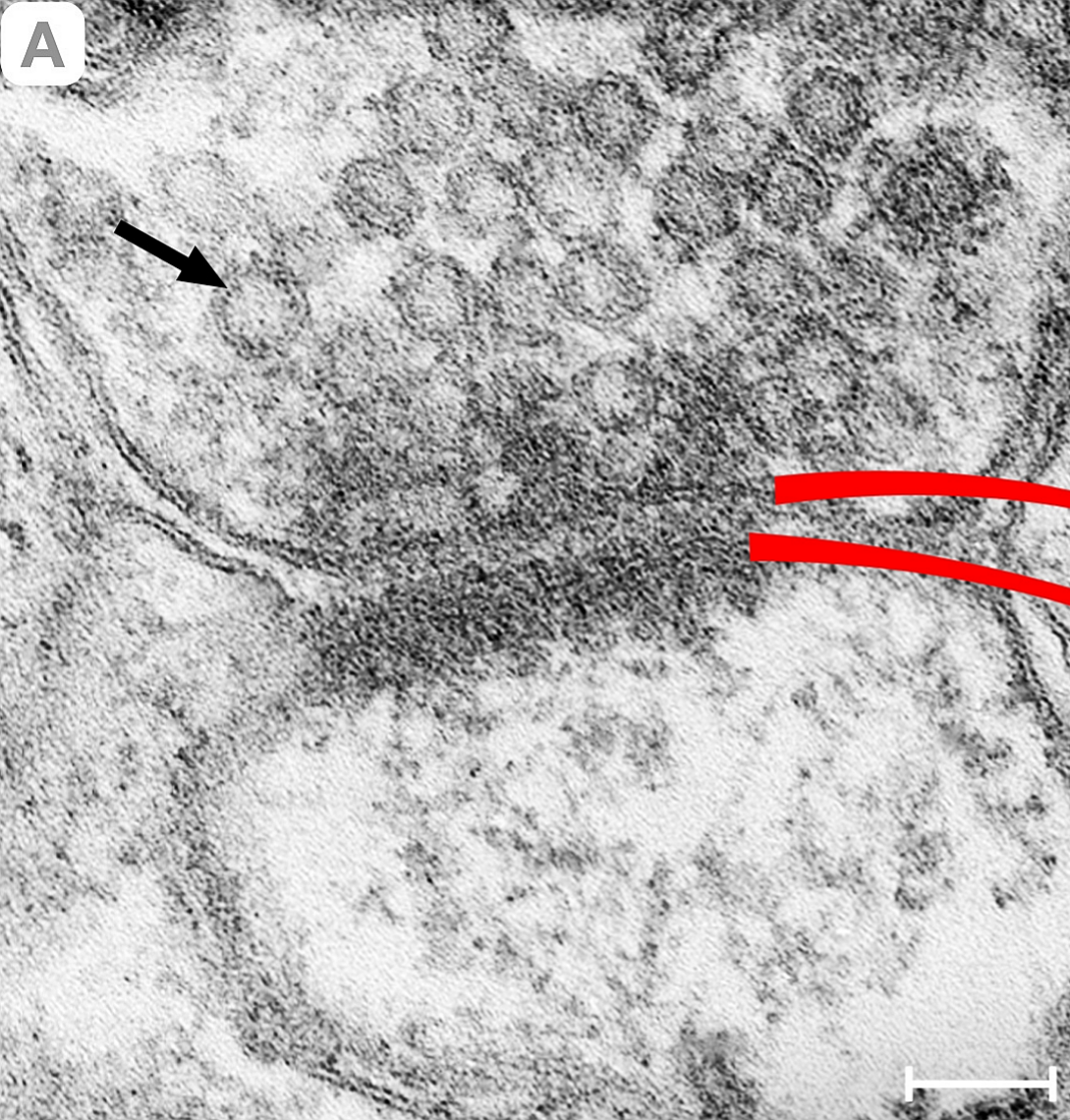
Sinapsis química. Arriba: botón sináptico con vesículas (flecha) y membrana presináptica (línea roja superior).
Centro: sector de la hendidura se ve más claro.
Abajo: sector pos-sináptico con «densidad» característica (línea roja inferior).

Las sinapsis son demasiado pequeñas para ser observadas mediante un microscopio de luz, excepto como puntos donde las membranas de dos células parecen tocarse, pero sus elementos celulares se pueden visualizar claramente utilizando un microscopio electrónico.
Para su estudio estructural la sinapsis química se divide esquemáticamente en tres sectores:

#### Pre-sináptico
El terminal presináptico, es un área especializada en el axón de la neurona que, en la sinapsis química, contiene vesículas sinápticas (VS). Las VS están dispuestas en las regiones especializadas denominadas zonas activas, en cercanía inmediata de la membrana plasmática presináptica.
Estas vesículas VS se encuentran rodeadas por membranas de doble capa lipídica y contienen en su interior moléculas de señalización denominadas neurotransmisores.
  La liberación de neurotransmisores se produce en paquetes unitarios, denominados «cuantos». En esencia se puede decir que: las sinapsis alinean los cuantos liberados por la neurona presináptica, con la ubicación de los receptores de la densidad de la neurona postsináptica.

El botón presináptico también contiene otras estructuras y orgánulos de apoyo, como mitocondrias y retículo endoplasmático.

#### Espacio sináptico
Para el microscopio electrónico la «hendidura» sináptica es un espacio estrecho, entre la membrana plasmática de la neurona presináptica y la membrana plasmática de la célula postsináptica, que en la sinapsis química mide aproximadamente 20-30 nm de espesor.
 El pequeño volumen de este espacio permite que la concentración de neurotransmisores se eleve rápidamente y luego descienda.

#### Pos-sináptico
Se encuentra en la célula postsináptica en inmediata contigüidad con el espacio sináptico. Contiene un elaborado complejo de proteínas interrelacionadas llamadas Densidad postsináptica (PSD por sus siglas en inglés).
Las proteínas en la PSD están involucradas en el tráfico y anclaje de receptores de neurotransmisores y la modulación de la actividad de estos receptores. Los receptores y las PSD especializados se encuentran a menudo en las protuberancias del principal eje dendrítico llamado las espinas dendríticas.
Las sinapsis entre dos neuronas de la región postsináptica, puede encontrarse en las dendritas o en el cuerpo celular.
Cuando se examina en un microscopio electrónico, las sinapsis asimétricas se caracterizan por vesículas redondeadas en la neurona presináptica, y una densidad postsináptica prominente.
La sinapsis asimétrica es típicamente excitatoria. La sinapsis simétricas en contraste, son vesículas aplanadas o alargadas, y no contienen una densidad postsináptica prominente. Las sinapsis simétricas son típicamente inhibitorias.

## Señalización en la química sináptica

### Descripción general
Aquí está un resumen de la secuencia de acontecimientos que tienen lugar en la transmisión sináptica de una neurona presináptica a una célula postsináptica. Cada paso se explica con más detalle a continuación. Es bueno tener en cuenta que, con la excepción del paso final, todo el proceso se puede ejecutar sólo unos pocos cientos de microsegundos, en la más rápida de las sinapsis.
1. El proceso comienza con una ola de excitación electroquímica que recibe el nombre de potencial de acción, que viaja a lo largo de la membrana de la neurona (axolema), hasta el botón presináptico, de la sinapsis.
2. La despolarización eléctrica de la membrana en la sinapsis causa la apertura de los canales permeables a los iones de calcio (Ca2+).
3. Flujo de iones de calcio a través de la membrana presináptica, aumentando rápidamente la concentración de calcio en el interior.
4. La alta concentración de calcio activa un conjunto de proteínas sensibles al calcio unidas a vesículas sinápticas (VS) que contienen un tipo de molécula llamada neurotransmisor (NT).
5. Estas proteínas cambian de forma, haciendo que las membranas de algunas vesículas  "acopladas" se fusionen con la membrana de la neurona pre-sináptica, abriendo las vesículas y volcando su contenido de neurotransmisores en la hendidura (#Espacio sináptico), el estrecho espacio entre las membranas de las neurona #Pre-sináptico y la célula pos-sináptica.
6. El neurotransmisor (NT) difunde dentro del espacio sináptico. Algunas moléculas del NT se unen a receptores intracelulares situados en la membrana de la célula pos-sináptica.
7. La unión de un neurotransmisor hace que el receptor se active y son posibles varios tipos de activación. Este es el paso clave por el cual el proceso sináptico afecta el comportamiento de la célula postsináptica.
8. Debido a la vibración térmica, moléculas neurotransmisoras finalmente se liberan de los receptores y se alejan.
9. El neurotransmisor es ya sea reabsorbido por la célula presináptica, y luego empaquetado de nuevo para futuras versiones, o de lo contrario se descompone metabólicamente.

### Liberación de neurotransmisores
La liberación de un neurotransmisor es provocada por la llegada de un impulso nervioso (el potencial de acción) y se produce a través de un proceso de exocitosis celular inusualmente rápida. Dentro de la terminal nerviosa (el botón sináptico), las vesículas que contienen neurotransmisores se localizan cerca de la membrana presináptica.
El complejo de proteínas (o estructura) que media el acoplamiento y fusión de vesículas presinápticas en una pequeña porción que se llama la zona activa. Este complejo acopla y prepara las vesículas sinápticas, recluta canales de Ca2+ al sitio de exocitosis y posiciona la zona activa exactamente en el sentido opuesto a las especializaciones postsinápticas mediante moléculas de adhesión celular trans-sináptica.
Esta región dinámica surge del ensamblaje orquestado de una variedad de proteínas, formando una estructura electrodensa unida a la membrana plasmática que regula la exocitosis de vesículas sinápticas. Cinco proteínas de andamiaje son componentes centrales en el ensamblaje de la zona activa: liprina-α, RIM, RIM-BP (RBP), ELKS y Munc13.

El potencial de acción llega, produce una afluencia de iones de calcio (Ca2+) a través de canales de iones de calcio selectivos dependientes de voltaje, en la carrera descendente del potencial de acción (corriente de cola).
Los iones de calcio a continuación, se unen a las proteínas sinaptotagmina que se encuentran en la membrana de las vesículas sinápticas, permitiendo que las vesículas se fusionen con la membrana presináptica. La fusión de una vesícula es un proceso estocástico. La membrana añadida por el proceso de fusión es posteriormente recuperada por endocitosis y se recicla para la formación de vesículas VS frescas llenas de neurotransmisores.

### Unión a los receptores
Los receptores presentes en el lado opuesto del espacio sináptico, enlazan a moléculas neurotransmisoras. Los receptores pueden responder de dos formas generales.
Primera forma, los receptores pueden abrir directamente ligando canales iónicos en la membrana postsináptica, causando que los iones entren o salgan de la célula y cambiando el potencial transmembranal local. El cambio resultante en el voltaje se denomina potencial postsináptico. En general, el resultado es excitatorio en el caso de corrientes despolarizantes, e inhibidora en el caso de corrientes de hiperpolarización. El que una sinapsis sea excitatoria o inhibidora depende de qué tipos de canal de iones va a conducir la corrientes postsináptica, que a su vez es una función del tipo de receptores y neurotransmisores empleados en la sinapsis.
La segunda forma en que un receptor puede afectar el potencial de membrana, es mediante la modulación de la producción de mensajeros químicos dentro de la neurona postsináptica. Estos segundos mensajeros pueden amplificar la respuesta inhibitoria o excitatoria a los neurotransmisores.

### Terminación
Después de que una molécula neurotransmisora se une a una molécula receptora, debe ser retirada para permitir que la membrana postsináptica continúe retransmitiendo los EPSP y / o IPSPs posteriores. Esta eliminación puede ocurrir a través de uno o más procesos:
- El neurotransmisor puede difundirse de distancia debido a las oscilaciones inducidas térmicamente de ambos y el receptor, haciéndolo disponible para ser desglosado metabólicamente fuera de la neurona o ser reabsorbido.[17]
- Las enzimas dentro de la membrana subsináptica pueden inactivar / metabolizar el neurotransmisor.
- Las bombas de la recaptación pueden bombear activamente el neurotransmisor de nuevo en el axón terminal presináptica para su reprocesamiento y relanzamiento después de un potencial de acción más tarde.[17]

## Fuerza sináptica
La fuerza de la sinapsis se ha definido por Sir Bernard Katz como el producto de (presináptica) pr probabilidad de liberación, q tamaño cuántica (la respuesta postsináptica a la liberación de una sola vesícula neurotransmisor, un "quantum"), y n, el número de liberar sitios. "Conexión Unitaria" generalmente se refiere a un número desconocido de sinapsis individuales que conectan una neurona presináptica de la neurona postsináptica. La amplitud de los potenciales postsinápticos (PSP) puede ser tan baja como 0.4mV hasta un máximo de 20 mV. La amplitud de una PSP puede ser modulada por neuromoduladores o puede cambiar como resultado de la actividad anterior. Los cambios en la fuerza sináptica pueden ser a corto plazo, que duran de segundos a minutos, o de larga duración (potenciación a largo plazo, o LTP), que dura horas. El aprendizaje y la memoria se cree que son el resultado de cambios a largo plazo en la fuerza sináptica, a través de un mecanismo conocido como la plasticidad sináptica.

## Desensibilización del receptor
La desensibilización de los receptores postsinápticos es una disminución en la respuesta al mismo estímulo neurotransmisor. Esto significa que la fuerza de una sinapsis puede, en efecto, disminuir a medida que un tren de potenciales de acción llega en sucesión rápida —un fenómeno que da lugar a la llamada dependencia de la frecuencia de las sinapsis—. El sistema nervioso aprovecha esta propiedad para fines de cálculo, y puede sintonizar sus sinapsis a través de medios tales como la fosforilación de las proteínas implicadas

## Plasticidad sináptica
La transmisión sináptica se puede cambiar por la actividad anterior. Estos cambios se llaman plasticidad sináptica y pueden resultar en una disminución en la eficacia de la sinapsis, llamado depresión, o un aumento en la eficacia, llamado potenciación. Estos cambios pueden ser a largo plazo o a corto plazo. Formas de plasticidad a corto plazo incluyen la fatiga o la depresión sináptica y el aumento sináptico. Formas de plasticidad a largo plazo incluyen la depresión a largo plazo y la potenciación a largo plazo. La plasticidad sináptica puede ser homosináptica (que se producen en una sola sinapsis) o heterosináptica (que se producen en múltiples sinapsis).

### Plasticidad homosináptica
Plasticidad homosináptica (o también la modulación homotrópico) es un cambio en la fuerza sináptica que resulta de la historia de la actividad en una sinapsis particular. Esto puede ser el resultado de cambios en el calcio presináptico, así como comentarios sobre los receptores presinápticos, es decir, una forma de señalización autocrina. Plasticidad homosináptica puede afectar el número y la reposición de la tasa de vesículas o puede afectar a la relación entre el calcio y la liberación de vesículas. También puede ser postsináptica en la naturaleza. Puede dar lugar a un aumento o disminución de la fuerza sináptica.
Un ejemplo es el de las neuronas del sistema nervioso simpático (SNS), que liberan noradrenalina, que, además de afectar receptores postsinápticos, afecta también a presináptica α2-adrenérgicos, al inhibir la liberación de noradrenalina. Este efecto se utiliza con clonidina para realizar efectos inhibitorios sobre el SNS.

### Plasticidad heterosináptica
Heterosináptica Plasticidad (o también la modulación heterotópica) es un cambio en la fuerza sináptica que resulta de la actividad de otras neuronas. Una vez más, la plasticidad puede alterar el número de vesículas o su tasa de reposición o la relación entre el calcio y la liberación de vesículas. Además, podría afectar directamente a la entrada de calcio. Plasticidad heterosináptica también puede ser postsináptica en la naturaleza, que afecta a la sensibilidad del receptor. Un ejemplo es de nuevo las neuronas del sistema nervioso simpático, que la liberación de noradrenalina, que, además, genera un efecto inhibitorio sobre las terminales presinápticas de neuronas del sistema nervioso parasimpático.

## Integración de entradas sinápticas
En general, si una sinapsis excitatoria es lo suficientemente fuerte, un potencial de acción en la neurona presináptica se disparará un potencial de acción en la célula postsináptica. En muchos casos, el potencial postsináptico excitatorio (EPSP) no alcanzar el umbral para provocar un potencial de acción. Cuando los potenciales de acción de múltiples neuronas presinápticas disparan simultáneamente, o si una sola neurona presináptica a una frecuencia lo suficientemente alta, los EPSP se pueden superponer y sumar. Si un número suficiente EPSP se solapan, la EPSP sumada puede alcanzar el umbral para iniciar un potencial de acción. Este proceso se conoce como la suma, y puede servir como un filtro de paso alto para las neuronas.
Por otro lado, una neurona presináptica libera un neurotransmisor inhibidor, como GABA, puede causar un inhibidor potencial postsináptica (IPSP) en la neurona postsináptica, llevando el potencial de membrana más lejos del umbral, disminuyendo su excitabilidad y haciendo más difícil para la neurona iniciar un potencial de acción. Si un IPSP se superpone con una EPSP, IPSP puede, en muchos casos, evitar que la neurona de disparare en un potencial de acción. De esta manera, la salida de una neurona puede depender de la aportación de muchas neuronas diferentes, cada una de las cuales puede tener un diferente grado de influencia, en función de la intensidad y tipo de sinapsis con la neurona. John Carew Eccles realizó algunos de los primeros e importantes experimentos sobre integración sináptica, por lo que recibió el Premio Nobel de Fisiología o Medicina en 1963. Entrada/salida complejas relaciones forman la base del transistor cálculos basados en computadoras, y se piensa que figura asimismo en los circuitos neuronales.

## Volumen de transmisión
Cuando se libera un neurotransmisor en una sinapsis, alcanza su mayor concentración dentro del estrecho espacio de la hendidura sináptica, pero algunas de ellas es cierta para difundir lejos antes de ser reabsorbido o roto. La actividad de un neurotransmisor extrasináptico es conocido como el volumen de la transmisión. Está bien establecido que tales efectos ocurren en cierto grado, pero su importancia funcional ha sido durante mucho tiempo motivo de controversia.
Trabajos recientes indican que la transmisión de volumen puede ser el modo predominante de interacción para algunos tipos específicos de neuronas. En la corteza cerebral de los mamíferos, una clase de neuronas llamados células neurogliaform puede inhibir otras neuronas corticales cercanos soltando el neurotransmisor GABA en el espacio extracelular. En la misma vena, GABA liberado de neurogliaform celdas en el espacio extracelular actúa también sobre los astrocitos circundante, asignando un papel para el volumen en el control de la transmisión y la homeostasis iónica de neurotransmisores. Aproximadamente el 78 % de la celda neurogliaform boutons no forman sinapsis clásica. Este puede ser el primer ejemplo definitivo de las neuronas comunican químicamente sinapsis clásica donde no están presentes".

## Relación con la sinapsis eléctrica
Una sinapsis eléctrica es un enlace conductor de la electricidad entre dos neuronas de tope que se forma en un espacio estrecho entre las células pre y postsinápticas, conocidas como una brecha de la salida. En uniones de hendidura, las células se acercan aproximadamente 3,5 nanómetros (nm) una de otra, en lugar de la distancia de 20 a 40 nm que separa las células en las sinapsis químicas.  A diferencia de las sinapsis químicas, el potencial postsináptico en sinapsis eléctricas no es causado por la apertura de los canales iónicos por transmisores químicos, sino más bien por acoplamiento eléctrico directo entre ambas neuronas. Las sinapsis eléctricas son más rápidas que las sinapsis químicas.  La sinapsis eléctrica se encuentra en todo el sistema nervioso, incluyendo en la retina, el núcleo reticular del tálamo, la corteza cerebral, y en el hipocampo.  Mientras que las sinapsis químicas se encuentran entre dos neuronas excitadoras e inhibidoras, la sinapsis eléctrica se encuentra más comúnmente entre las neuronas inhibidoras locales más pequeñas. Puede existir entre dos axones, dos dendritas, o entre un axón y una dendrita.  En algunos casos, este tipo de sinapsis se puede encontrar dentro del mismo terminal de una sinapsis química, como en las células de Mauthner.

## Efecto de las drogas
Una de las características más importantes de la sinapsis química es que son el sitio de acción para la mayoría de las drogas psicoactivas. Las sinapsis se ven afectadas por las drogas, tales como ocurre con el curare, la estricnina, la cocaína, la morfina, el alcohol, el LSD, y muchos otros. Estos fármacos tienen diferentes efectos sobre la función sináptica, y a menudo se limitan a las sinapsis que utiliza un neurotransmisor específico. Por ejemplo, curare es un veneno que para a la acetilcolina de la despolarización de la membrana postsináptica, causando parálisis. La estricnina bloquea los efectos inhibitorios del neurotransmisor glicina, lo que hace que el cuerpo para recoger y responder a estímulos previamente ignorados y más débiles, lo que resulta en espasmos musculares incontrolables. La morfina actúa sobre las sinapsis que utilizan los neurotransmisores endorfinas, y el alcohol, aumentando los efectos inhibitorios del neurotransmisor GABA. El LSD interfiere con la sinapsis que utilizan el neurotransmisor serotonina. La cocaína bloquea la recaptación de dopamina y, por tanto, aumenta sus efectos.

## Historia
Durante la década de 1950, Bernard Katz y Paul Fatt observaron las corrientes sinápticas espontáneas en miniatura en la unión neuromuscular de una rana. Sobre la base de estas observaciones, se desarrolló la "hipótesis cuántica" que es la base de nuestra comprensión actual de la liberación de neurotransmisores, como la exocitosis y por la que recibieron el Premio Nobel de Fisiología o Medicina en 1970. A finales de 1960, Ricardo Miledi y Katz avanzaron la hipótesis de que la despolarización inducida por afluencia de iones de calcio desencadena la exocitosis.